# Olaf Frederick Nelson

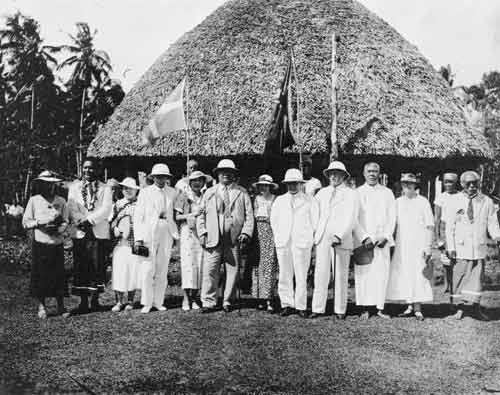
Olaf Nelson (i mitten), ca 1933, notera den svenska flaggan

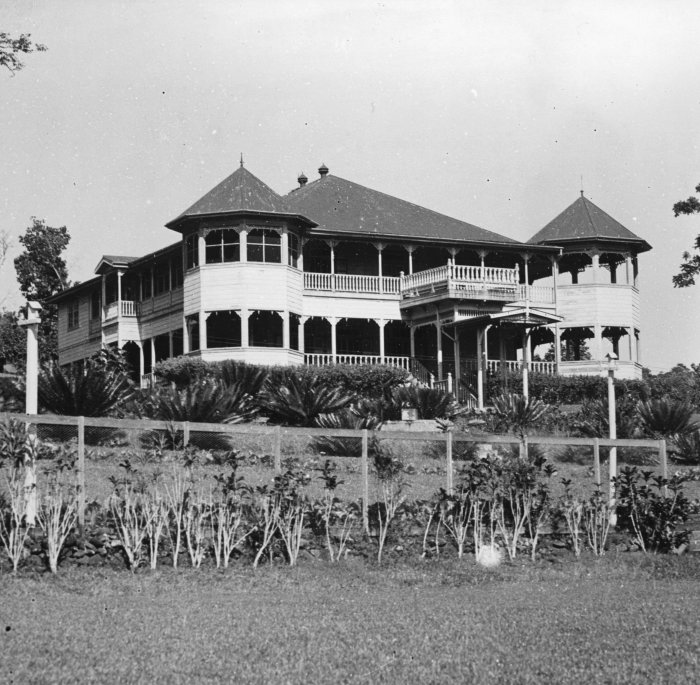
Nelsonhuset, ca 1936

Olaf Frederick Nelson, född den 24 februari 1883 i Safune, Samoa, död 28 februari 1944 i Apia, Samoa, var en framgångsrik affärsman, politiskt engagerad och en av ledarna i Maurörelsen för Samoas självständighet och en medlem av Nelsonsläkten.

## Biografi
Nelson var äldsta barn till den svenske invandraren Gustav Nilsson och dennes samoanska hustru Sine Masoe. Som 13-åring började han som lärling på det tyska handelsbolaget D.H & P.G. (Deutsche Handels und Plantagen Gesellschaft, senare ett bolag inom Neuguinea-Compagnie) i Apia (1).
År 1900 började han sedan i faderns bolag vilket han snabbt moderniserade. 1903 drog sig fadern tillbaka från det aktiva affärslivet och Nelson kunde styra bolaget som han själv ville. Koprapriserna steg och 1904 köptes kuttern "Lily" för att skeppa kopra till Apia som han där sålde till högstbjudande istället för som tidigare endast till D.H. & P.G. I april 1906 genomfördes sedan den första direktleveransen till Australien. Bolaget expanderade genom öppnandet av flera handelsstationer över hela Savaii. 1909 flyttades bolagets huvudkontor till Apia (2).
Den 21 juli 1909 (3) gifte Nelson sig med Harry Jay Moors dotter Rosabel Edith Moors. Den amerikanske Moors var också en lokal framgångsrik och inflytelserik man som även hade varit Robert Louis Stevensons vän och agent när denne flyttade till Samoa 1890. Paret fick sex barn, fem döttrar och en son.
Efter första världskriget då tyskarna som styrt Samoa sedan ett femtontal år drevs ut ur landet, köpte Nelson upp mycket av deras affärsverksamheter och "O.F. Nelson and Company Limited" kontrollerade kring 1928 stora delar av Samoas näringsliv. Olaf Nelson var nu bland de rikaste och inflytelserikaste personerna i Samoa.
Den 7 november 1918 anlände ångfartyget "Talune" med influenssjukan ombord till Apia. Fartyget hade legat i karantän på Fiji men på Samoa tilläts smittan att sprida sig. Över 7.500 människor dog i epidemin och bland dessa även Nelsons ende son som dog 1919 (4). Mycket kritik över hanteringen av situationen riktades mot guvernören Logan.

### Politiskt engagemang
Redan 1910 började Nelson engagera sig politiskt då han undertecknade en petition från de europeiska bosättarna på Samoa om att tillåtas ha del i det lokala styret. Det fanns ett missnöje bl.a. över spritimportförbudet.
1920 framlades en ny petition om möjlighet av politisk representation. 1924 invaldes Nelson i det lokala parlamentet dock utan egentligt inflytande då han och de 2 övriga invalda alltid röstades ned av de övriga heleuropeiska ledamöterna (5).
Missnöjet över Nya Zeelands styre och den diskriminerande behandlingen av "afakasi" (människor av blandad härstamning) växte men den 1923 nytillsatte guvernören George S. Richardson var även hårdare. Man förbjöd vita att gifta sig med färgade, affärslicenser för personer som de ansåg oppositionella drogs in och man deporterade en rad oppositionella matais (lokala hövdingar). Nelson hade själv tagit titeln "Ta'isi" (familjeledare) en samoansk titel han var berättigad till som ättling i Sa Tupuasläkten på sin mors sida.
I augusti 1926 reste Nelson till Wellington för att diskutera den samoanska frågan dock utan framgång. I maj 1927 grundade Nelson tidningen "The Samoan Guardian" och kritiserade förvaltningen den vägen och i juni arrangerades ett möte för Maurörelsens anhängare. Maurörelsen uppstod i protest mot hur Nya Zeeland styrde landet på mandat från Nationernas förbund och den krävde större frihet för Samoa och Nelson hade gått med i rörelsen samma år.
1928 slog myndigheterna till mot Nelson och han bannlystes den 13 januari från Samoa i 5 år (6). Under denna tid reste han bl.a. till Genève, där han framträdde på Nationernas förbunds "Mandatkommissionen" om Samoas ställning. I samband med resan åkte han även till London i ett försök att häva bannlysningen. Först i april 1933 hävdes bannlysningen och Nelson kunde återvända till Samoa.
Redan i november samma år arresterades Nelson igen och denna gång dömdes han till 8 månaders fängelse i Christchurch samt ny bannlysning från Samoa i 10 år. Även hans bolag bestraffades med hårda böter. Han anlände till fängelset den 29 mars 1934. 1935 fick Nya Zeeland en ny regering som frigav honom i förtid och även hävde bannlysningen 1936.
Han återvände till Samoa och hustrun Rosabel som hade skött företaget under hans bortvaro. Hans hälsa vacklade efter fängelsetiden och företaget var i spillror efter de ekonomiska sanktionerna men engagemanget fortsatte. Även hustrun hade gått med i Maurörelsen och var bland ledarna i den kvinnliga sektionen. Något senare godkände Nelson ett samarbetsavtal om Samoas politiska framtid mellan Nya Zeelands förhandlare och Samoas matais. 1938 ledde han en delegation till Wellington och skulle påskynda den politiska övergången. Samma år återvaldes han till det lokala parlamentet där han var verksam fram till sin död den 28 februari 1944.

### Eftermäle
Olaf Frederick Nelson fick aldrig uppleva Samoas självständighet. Först den 1 januari 1962 blev Samoa en egen nation, som det första landet i området.
Nelsons dotter Noue Irene Gustava Ta'isi Nelson gifte sig med Tupua Tamasese Mea'ole som sedan skulle bli den första "O le Ao o le Malo" (statschef) i det självständiga Samoa.
Nelsons barnbarn Olaf Efi Tamasese blev 2007 också Samoas statschef.